# Waltham Abbey
Waltham Abbey is een civil parish in het bestuurlijke gebied Epping Forest, in het Engelse graafschap Essex. Watham Abbey is tevens onderdeel van Groot-Londen. De plaats ligt aan de rivier de Lea. In 2021 telde de parish 22.859 inwoners.
Bij de voormalige abdijkerk, thans parochiekerk, ligt volgens een overlevering koning Harold II van Engeland (1020-1066) begraven.

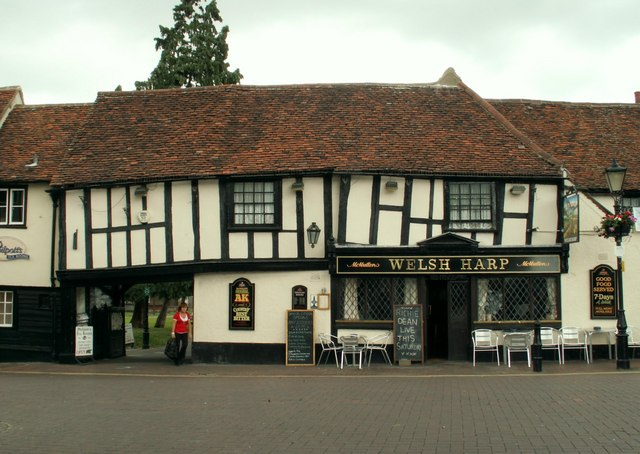
15e-eeuwse herberg Welsh Harp Inn
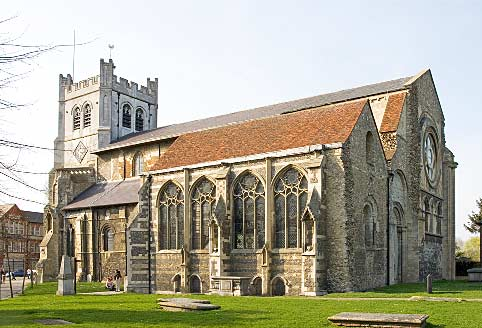
Kerk uit 1177

De plaats heeft een jumelage met Hörstel in Duitsland.